# Acadiana

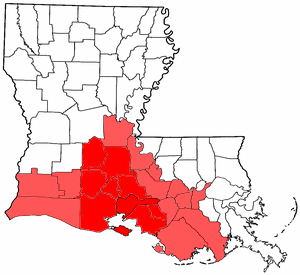
Gebiet der Acadier. Dunkelrot ist das Kerngebiet der Acadier

Flagge von Acadiana

Acadiana bzw. Cajun Country ist die jahrhundertealte Heimat der Cajuns, der frankokanadisch-stämmigen Bevölkerung im Süden des US-Bundesstaats Louisiana. Der Hauptort ist Lafayette.

## Die Region
Acadiana erstreckt sich von der texanischen Grenze entlang des Golfs von Mexiko nach Osten bis zum Mississippi sowie etwa 150 Kilometer landeinwärts bis etwa nach Marksville. Es umfasst die 22 Parishes (entspricht in Louisiana den Countys): Acadia, Evangeline, Iberia, St. Landry, St. Martin, St. Mary, Vermilion, Ascension, Assumption, Avoyelles, Calcasieu, Cameron, Lafayette, Iberville, Jeff Davis, Lafourche, Pointe Coupee, St. Charles, St. James, St. John The Baptist, Terrebonne, und West Baton Rouge, von denen die ersten acht als Heartland bezeichnet werden. Die Flagge der Region steht für die kulturhistorische Herkunft: drei silberne Lilien auf blau für Frankreich, ein goldenes Kastell auf rot für Kastilien, ein goldener Stern auf weiß für die Jungfrau Maria.

## Geschichte
Die Vorfahren der Cajuns stammen aus der ehemaligen französischen Kolonie Akadien. Von dort waren sie 1755 von den Briten nach deren endgültigem Sieg im sog. Franzosen- und Indianerkrieg brutal vertrieben worden. Acadiana ist das lateinische Adjektiv zu Acadia; Cajun ist eine Verballhornung der englischen Aussprache der französischen Bezeichnung Acadien. 
Viele Überlebende siedelten nach jahrelanger Irrfahrt in Louisiana, das zwar 1763 von Frankreich an Spanien abgetreten worden war, jedoch den französischen Gouverneur behalten hatte und über jede Zuwanderung froh war. Napoléon Bonaparte kaufte das Territorium 1800 zurück und veräußerte es wiederum 1803 beim größten Grundstücksgeschäft der Weltgeschichte an die USA, deren Staatsbürger die Cajuns seither sind.

## Sprache und Kultur
Bis zum Beginn des 20. Jahrhunderts lebten die Cajuns weitgehend autark von US-amerikanischen Einflüssen und behielten ihre Kultur (die nicht mit der des Schmelztiegels New Orleans zu verwechseln ist) bei. Unter anderem sind ihre Musik, ihr alter eigentümlicher Dialekt sowie ihre bekannte Küche zu erwähnen. 
Erst nach 1901, als in ihrem Gebiet Erdöl gefunden worden war, kamen die Cajuns mit den Amerikanern in Berührung und wurden zur Anglisierung gedrängt. Kinder, die in der Schule Cajun sprachen, wurden von den neuen Zuwanderern wegen ihres fehlerhaften Englischs diffamiert und verachtet, ab 1915 konnten sie dafür sogar bestraft werden. 1921 wurde der Gebrauch des Französischen an öffentlichen Schulen gesetzlich verboten. Erst Ende der 1960er Jahre gelangt es den Cajuns, die Anerkennung ihrer Kultur zu erkämpfen. Seit 1968 setzt sich eine staatliche Organisation, der Council for the Development of French in Louisiana (CODOFIL), für den Schutz ihrer Kultur ein.
Dem Ergebnis der Volkszählung 1990 zufolge lebten damals in den USA 668.271 Acadiens/Cajuns, davon 61 % in Louisiana.